# توني إنغلبرت
توني إنغلبرت هو لاعب كرة قدم بلجيكي، ولد في 18 ديسمبر 1961 في بلجيكا.